# 31920 Annamcevoy
31920 Annamcevoy este un asteroid din centura principală de asteroizi.

## Descriere
31920 Annamcevoy este un asteroid din centura principală de asteroizi. A fost descoperit pe 5 aprilie 2000 la Socorro, New Mexico, în cadrul proiectului LINEAR. Asteroidul prezintă o orbită caracterizată de o semiaxă mare de 2,26 ua, o excentricitate de 0,08 și o înclinație de 7,1° în raport cu ecliptica.